# Renfield-szindróma
A Renfield-szindróma (más néven klinikai vámpírizmus) a parafíliák közé tartozó mentális zavar. Ez a szindróma azzal a téveszmével jár, hogy az illető ténylegesen vámpírnak képzeli magát, és szükségét érzi a vérivásnak. Ezt a téveszmét nem a filmekből vagy irodalomból meríti, hanem erős erotikus vonzódást érez a vér iránt, és meggyőződése, hogy a vér bizonyos hatalmak forrása, bár ezt valamennyire befolyásolhatják látott vagy olvasott vámpírtörténetek is.
Richard Noll pszichológus, a "Mind Bizarre-Syndromes" szerzője, javasolta, hogy Bram Stoker Drakulájának Renfield nevezetű, pókokat és legyeket evő szereplőjéről kereszteljék át a klinikai vámpirizmust Renfield szindrómára, mert szerinte az ebben szenvedő - főleg hímnemű - betegek viselkedése igen hasonló az említett karakterééhez.
"Általában ez a betegség már serdülőkor előtt kialakulhat, amikor a gyerek valami sérülése következtében megkóstolja a saját vérét, és ez valami módon szexuálisan izgatottá teszi" - magyarázza Noll. - "Később a serdülőkorban ezt szexuális fantáziálásokkal olvasztja össze. A Renfiled szindróma autovámpirizmussal kezdődik, vagyis saját vérüket fogyasztják rendszeresen, de később áttérnek más élőlények, sőt emberek vérének ivására is. 
A 29 éves Neville Heat valószínűleg ebben a kórban szenvedett. Ő volt Anglia vámpír gentlemanje. Az 1940-es években katonatiszt szerepében tetszelgett, hogy nőket csábítson szállodai szobájába. 1946, június 20-án látták utoljára életben a 33 éves Margery Gardnert, akit másnap holtan találtak. Könyörtelenül megkorbácsolták és megfojtották. A mellbimbóit leharapták, és egy tompa eszközzel brutálisan megerőszakolták. Testét bekenték vérrel, de az arcát tisztán hagyták, csak az orrlyukaiban volt vér.
A rendőrség rögtön Nevillre gyanakodott, és azonnal a szállodába indultak, hogy kihallgassák, de ő már elmenekült.
Menekülése közben egy tengerparti város szállodájában lakott két hétig, ahol háborús hősként pózolt. Itt találkozott a 21 éves Doreen Marshall-lal, és július 4-én egy esti sétára hívta. Öt nappal később találták meg a lány meztelen testét egy bokorban. Egy késsel összevagdalták és megerőszakolták.
Neville a rendőrségre ment, hogy felajánlja a segítségét. Ártatlanságot színlelt Doreen Marshall ügyében, és azt állította, hogy nem ő Neville Heath, ám a rendőrség őrizetbe vette, és holmijait átkutatták. Megtalálták nála a fonott ostort, aminek mintázata ugyanolyan volt, mint amilyet az első áldozat bőrén láttak. Szintén tulajdonában volt egy véráztatta sálnak. A vércsoport megegyezett Margery Gardnerével. A tengerparti szálloda fiókjában is találtak egy véres sálat, ami pedig Doreen Marshal vércsoportjával egyezett.
A további nyomozások során kiderült, hogy több nővel is szadista módon bánt. Letartóztatták, ő elmezavarra hivatkozott, ám a pszichiáterek ezt nem támasztották alá, és elítélték.
Bár Heath nem itta meg az áldozataiból kifolyt vért - noha van néhány spekuláció, hogy Margery arcáról lenyalogatta -, de a megőrzött véres holmik, ragadozó és akaratát másokra kényszerítő magatartása miatt a klinikai vámpírok közé sorolják.